# NGC 6934
NGC 6934 (również GCL 117) – gromada kulista znajdująca się w gwiazdozbiorze Delfina w odległości 50,9 tys. lat świetlnych od Ziemi, na zewnętrznych rubieżach Drogi Mlecznej (jest oddalona o 41,75 tys. lat świetlnych od centrum Galaktyki). Została odkryta 24 września 1785 roku przez Williama Herschela.